# Ibréhima Coulibaly
Ibréhima Coulibaly (ur. 30 sierpnia 1989 w Créteil) – mauretański piłkarz grający na pozycji defensywnego pomocnika. Od 2020 jest zawodnikiem klubu Le Mans FC.

## Kariera klubowa
Swoją karierę piłkarską Coulibaly rozpoczął w 1994 roku w klubie CO Les Ulis. W latach 2009–2011 grał w nim w siódmej lidze francuskiej. W 2011 roku przeszedł do trzecioligowego US Orléans. Swój debiut w nim zaliczył 30 września 2011 w przegranym 1:2 wyjazdowym meczu z FC Rouen. W sezonie 2013/2014 wygrał z nim rozgrywki Championnat National i wywalczył awans do Ligue 2.
W lipcu 2014 Coulibaly przeszedł do trzecioligowego USL Dunkerque. Swój debiut w nim zanotował 8 sierpnia 2014 w zremisowanym 1:1 wyjazdowym meczu z ÉFC Fréjus Saint-Raphaël. Zawodnikiem klubu z Dunkierki był przez dwa sezony.
Latem 2016 Coulibaly został zawodnikiem czwartoligowego Grenoble Foot 38. Zadebiutował w nim 13 sierpnia 2016 w zremisowanym 1:1 domowym spotkaniu z GOAL FC. W sezonie 2016/2017 awansował z Grenoble do trzeciej ligi, a w sezonie 2017/2018 do drugiej ligi. W Grenoble grał do końca sezonu 2019/2020.
W lipcu 2020 Coulibaly przeszedł do trzecioligowego Le Mans FC. Swój debiut w nim zaliczył 18 września 2020 w zremisowanym 1:1 wyjazdowym meczu z FC Bastia-Borgo.
| Sezon   | Klub             | Kraj    | Rozgrywki            | Mecze | Gole |
| ------- | ---------------- | ------- | -------------------- | ----- | ---- |
| 2009/10 | CO Les Ulis      | Francja | 7. liga              | ?     | ?    |
| 2010/11 | CO Les Ulis      | Francja | 7. liga              | ?     | ?    |
| 2011/12 | US Orléans       | Francja | Championnat National | 8     | 1    |
| 2012/13 | US Orléans       | Francja | Championnat National | 12    | 0    |
| 2013/14 | US Orléans       | Francja | Championnat National | 17    | 1    |
| 2014/15 | USL Dunkerque    | Francja | Championnat National | 29    | 1    |
| 2015/16 | USL Dunkerque    | Francja | Championnat National | 26    | 2    |
| 2016/17 | Grenoble Foot 38 | Francja | CFA                  | 20    | 1    |
| 2017/18 | Grenoble Foot 38 | Francja | Championnat National | 22    | 0    |
| 2018/19 | Grenoble Foot 38 | Francja | Ligue 2              | 29    | 1    |
| 2019/20 | Grenoble Foot 38 | Francja | Ligue 2              | 17    | 0    |
| 2020/21 | Le Mans FC       | Francja | Championnat National | 21    | 0    |

## Kariera reprezentacyjna
W reprezentacji Mauretanii Coulibaly zadebiutował 26 marca 2019 w przegranym 1:3 towarzyskim meczu z Ghaną, rozegranym w Akrze. W 2019 roku był w kadrze na Puchar Narodów Afryki 2019. Zagrał na tym turnieju w dwóch meczach grupowych: z Mali (1:4) i z Tunezją (0:0).
W 2022 roku Coulibaly został powołany do kadry na Puchar Narodów Afryki 2021. Na tym turnieju nie rozegrał żadnego meczu.